# スターバト・マーテル (シマノフスキ)
カロル・シマノフスキの『スターバト・マーテル』作品53は、ソプラノ、アルト、バリトンの独唱、混声合唱と管弦楽のための作品として1925年から1926年にかけて作曲された。ユゼフ・ヤノフスキによるポーランド語訳の歌詞を用い、6楽章から構成されている。 シマノフスキの最初の典礼聖歌であるが、一部でポーランドのメロディーとリズムが用いられており、彼の後期の特徴を表している。 1922年にザコパネのタトラ山脈に滞在した際、シマノフスキはポーランドの民俗音楽を「自然との近さ、力強さ、直接的な感情、独自の純粋な民族性」などと表現した。シマノフスキがポーランド語の翻訳とともにポーランドの音楽的要素を取り入れたことは、この作品をユニークなものとしている。

## 作曲経緯と演奏
1924年、パリを拠点に様々な作曲家のスポンサーになっていたポリニャック公夫人ウィナレッタ・シンガーは、「ソリスト、合唱団、オーケストラのための作品で、ポーランド語のテキストによる、ポーランドのレクイエムのようなもの」の作曲をシマノフスキに提案した。 Teresa Chylińska は、この注文に対してシマノフスキが考えたことを次のように示している。 
「一種の農民のレクイエム、農民的で教会的、素朴な献身的、魂への一種の祈りであり、素朴な宗教、異教、厳格な農民のリアリズムが交じり合ったもの」　
しかしその後、シマノフスキと夫人との連絡は途絶えてしまった。
同年の後半、ワルシャワの実業家ブロニスワフ・クリスタルが亡き妻を追悼する作品をシマノフスキに依頼したことにより、作曲の構想が蘇った。シマノフスキ自身の人生の状況も作曲を後押しした。1925年1月に姪のアルーシア・バルトシェヴィチヴナが亡くなると、シマノフスキは妹を慰めるため、「悲しみに暮れる母親」を描く『スターバト・マーテル』の歌詞を採用することに決めた。彼がこの作品に対して報酬を受け取ったという証拠はないが、経済的必要性を含めて、様々な外的要因が作曲の動機となっている。
『スターバト・マーテル』は、1929年1月11日にワルシャワでグジェゴジュ・フィテルベルグ指揮で初演された。アメリカ初演は2年後にカーネギー ホールで行われ、ベルテ・エルザ、ヒュー・ロス、ネルソン・エディなどが出演した。 楽譜はウィーンのウニヴェルザール出版社から出版されている。

## 編成
ソプラノ、アルト、バリトン独唱、混声合唱団
管弦楽：フルート2、オーボエ2、クラリネット2、バスーン2、ホルン4、トランペット2、ティンパニ、バスドラム、トライアングル、サスペンデッド・シンバル、タムタム、チューブラーベル、ハープ、オルガン、弦五部（第1ヴァイオリン8、第2ヴァイオリン8、ヴィオラ6、チェロ6、コントラバス4）

## 楽章
1. Stała matka bolejąca (Stabat mater dolorosa, 1–4節) 、ソプラノ、女声合唱、管弦楽
2. I któż widział tak cierpiącą (Quis est homo qui non fleret, 5–8節) 、バリトン、混声合唱、管弦楽
3. O matko źródło wszechmiłości (O eia mater fons amoris, 9–12節)、ソプラノ、アルト、女声合唱、管弦楽
4. Spraw niech płaczę z tobą razem (Fac me tecum pie flere, 13–14節)、ソプラノ、アルト、混声合唱、伴奏なし
5. Panno słodka racz mozołem (Virgo virginum praeclara, verses 15–18)、バリトン、混声合唱、管弦楽
6. Chrystus niech mi będzie grodem (Christe cum sit hinc exire, verses 19–20)、ソプラノ、アルト、バリトン、混声合唱、管弦楽

## ポーランド語の歌詞
シマノフスキは、ユゼフ・ヤノフスキ（1865年 - 1935年）による『スターバト・マーテル』のラテン語歌詞のポーランド語訳の使用を選択した。13世紀の歌詞はすでにそれ自体劇的だが、その翻訳はさらに生々しい。コルネル・ミハウォフスキ (Kornel Michałowski) は、この曲の魅力は、その「異常に原始的で、とても『民俗的』な純朴さと素朴さ」に起因すると示唆している。
楽譜には参照用としてのラテン語の原詩が記載されているが、ポーランドで上演される場合、作品は常にポーランド語で歌われるべきであると指摘されている。ポーランド語訳の英訳と解説が行われている。

## 古楽の影響
『スターバト・マーテル』の作曲と同時期に、シマノフスキはパレストリーナ以前とパレストリーナ時代、古いポーランドの宗教音楽などの古楽を研究していた。作品で使用された古楽的な要素としては、声間の平行移動、モーダルピッチ組織：オスティナートなどの強くパターン化されたリズムなどが挙げられる。また、『スターバト・マーテル』には、ポーランドの2つの賛美歌、Święty Boże（「聖なる神」）と Gorzkie żale（「苦い後悔」）の旋律的要素が組み込まれている。

## ナショナリズムと民族音楽
ストラヴィンスキーやバルトークなどの影響を受けたシマノフスキは、晩年 (1922年以降) にポーランドの民族音楽を作品に取り入れ始めた。『スターバト・マーテル』を作曲する前の数年間、彼はタトラ山脈を訪れたときに出会った高地民族のメロディーや民族楽器を記録し、後に作品に取り入れた。たとえば、ポダレアン旋法は、4度音が高くなることを特徴とする（リディア旋法）古代ポーランドの民俗旋法であり、『スターバト・マーテル』で聞くことができる。